# ممنوعیت در ایران
این مقاله به ممنوعیت‌های اعمال شده از سوی نظام جمهوری اسلامی در ایران می‌پردازد. در اصل‌های ۱۹ و ۲۰ قانون اساسی ایران عنوان شده‌است که «مردم ایران از هر قوم و قبیله و که باشند از حقوق مساوی برخوردارند و رنگ، نژاد، زبان و مانند اینها سبب امتیاز نخواهد بود.» اما این قانون باعث نشده که ممنوعیت‌ها به روش‌های مختلف اعمال نشود. چه اینکه در بندهای مختلف قانون اساسی جمهوری اسلامی نظیر اصل ۱۱۵ که ریاست جمهوری را تنها مختص مذهب شیعه می‌داند ناقض اصل یاد شده‌است.

## ممنوعیت‌ها در زمینه فناوری

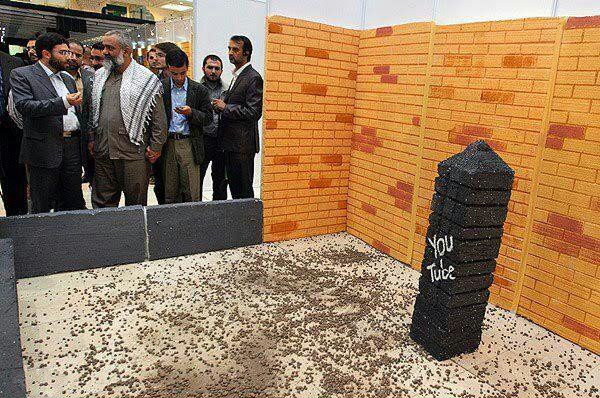
نقدی در غرفه رمی جمرات یوتیوب

### اینترنت
مقاله اصلی فیلترینگ اینترنت در ایران
براساس گزارش سازمان گزارشگران بدون مرز در سال ۲۰۱۳ ایران به همراه چین، سوریه، بحرین و ویتنام در صدر بزرگ‌ترین دشمنان اینترنت شناخته می‌شود. و در گزارشی دیگر در سال ۲۰۱۵ که توسط بنیاد فریدم هاوس که آزادی اینترنت در سراسر جهان را بررسی می‌کند ایران دارای مقام سوم سانسور اینترنت در جهان است.

### ماهواره
با تصویب طرح ممنوعیت به‌کارگیری تجهیزات ماهواره‌ای در ۲۹ شهریور ۱۳۷۳ شبکه‌های ماهواره‌ای به‌طور کامل در ایران ممنوع شدند، مصطفی میرسلیم وزیر وقت وزارت فرهنگ و ارشاد اسلامی در پشت تریبون مجلس ایران ماهواره را «یک آشغال فرهنگی» خواند که باید ممنوع اعلام شود. و در بازه‌های زمانی گوناگون منازل مسکونی شهروندان توسط نیروی‌های انتظامی با حکم قضایی به قصد جمع‌آوری تجهیزات ماهواره‌ای مورد هجوم قرار گرفته‌است همچنین تبلیغ محصولات در شبکه‌های ماهواره‌ای ممنوع است و شرکت‌های خارجی که در ایران حضور دارند اجازه تبلیغ در رسانه‌های فارسی‌زبان را ندارند.

### تماس تصویری
برخی از مراجع تقلید از جمله مکارم شیرازی و علوی گرگانی در سال ۱۳۹۱ مخالفت خود را با راه‌اندازی سرویس تماس تصویری رایتل اعلام کردند و عنوان کردند که این مخالفت‌ها به دلیل «منشأ مفاسد» بودن تماس تصویری و «نسل سوم اپراتور تلفنهای همراه با آموزه‌های دینی در تضاد است» و سپس در پی این موضوع‌گیری‌ها تماس‌های تصویری در ایران قطع شدند.

### کوادکوپتر
در تاریخ ۳ دی ۱۳۹۵ صدای تیراندازی ممتد در محدوده خیابان فاطمی، امیرآباد، انقلاب و ستارخان شنیده شد که ساعاتی بعد پدافند هوایی اعلام کرد که به یک فروند «هلی شات» در محدوده انقلاب شلیک کرده‌است و عنوان شد که این پهپاد متعلق به سازمان صدا و سیما بوده و وارد منطقه ممنوعه شده‌است. پرواز کوادکوپترها در فضای تهران ممنوع است، در مواردی این وسیله‌ها مصادره و از پرواز آنها جلوگیری شده‌است. همچنین این محدودیت‌ها در الیگودرز و کهگیلویه و بویراحمد هم گزارش شده‌است.

### عکسبرداری از فضای شهری
عکسبرداری و فیلم‌برداری در بوستان‌های و فضاهای سبز شهری در ایران بدون مجوز از شهرداری تهران امکان‌پذیر نیست با این حال عکس‌برداری و فیلم‌برداری از برخی از بوستان‌ها حتی با مجوز هم امکان‌پذیر نیست.

## ممنوعیت‌های جنسیتی

### زنان
مقامات و رسانه‌های رسمی جمهوری اسلامی در بیان دیدگاه‌های خود در رابطه با خانه‌نشین کردن زنان پنهان‌کاری نمی‌کنند و آشکاراً بیان می‌کنند که زنان باید به تولید مثل و خدمات به مردان بپردازند. علی خامنه‌ای رهبر ایران در دیدگاهش به زن بیان می‌کند که «اگر می‌خواهیم نگاه ما نسبت به زن، سالم، منطقی و دقیق و راهگشا باشد باید از افکار غربی در مسائلی نظیر اشتغال و برابری جنسیتی کاملاً فاصله بگیریم.» که این سیاست باعث شده از سال ۱۳۸۴ تا ۱۳۹۲ تعداد شاغلان زن ۸۱۶ هزار نفر کاهش پیدا کند. در سال ۱۳۸۴ نزدیک به ۳ میلیون و ۹۶۱ هزار نفر از شاغلان زن بوده‌اند اما این رقم در سال ۱۳۹۲ به ۳ میلیون و ۱۴۵ هزار نفر رسیده‌است.

#### پوشش
مقاله اصلی حجاب اجباری در ایران

#### پست‌های مهم سیاسی
در تاریخ جمهوری اسلامی ایران هیچ کاندیدای زنی نتوانسته در دور نهایی انتخابات ریاست جمهوری حضور داشته باشد و صلاحیت همهٔ ثبت‌نام‌کنندگان زن بدون اشاره به زن بودنشان توسط شورای نگهبان رد شده‌است.

#### حق طلاق
مقاله مرتبط حق طلاق زن

#### حق خروج از کشور
در ایران زنان متأهل تنها با اجازه همسر می‌توانند از ایران خارج شوند.

#### ممنوعیت انتخاب برخی رشته‌های دانشگاهی
در سال ۱۳۹۱ مسئولان ۳۶ دانشگاه اعلام کردند که در جریان کنکور از میان دختران کنکوری دانشجو نمی‌پذیرند و در دفترچه‌های انتخاب رشته از انتخاب رشته دختران در ۷۷ رشته دانشگاهی جلوگیری به عمل آمده بود.

### دوچرخه‌سواری
در ایران قانون بازدارنده‌ای که دوچرخه‌سواری زنان را ممنوع کند وجود ندارد اما با مخالفت مراجع و رهبر جمهوری اسلامی بارها از دوچرخه‌سواری زنان جلوگیری شده‌است. و از تحویل دوچرخه به زنان جلوگیری به عمل آمده‌است.

#### خوانندگی
طبق قوانین ایران، کنسرت زنان برای زنان به صورت تکخوانی مجاز است و به صورت همخوانی برای مردان نیز مجاز محسوب می‌شود. باران رضایی عنوان کرده که مسئولان هیچ‌وقت به زنان خواننده مستقیماً نمی‌گویند مجوز نمی‌دهند: «اما قوانین نانوشته موازی وجود دارد که باعث شده مجوز کنسرت بانوان به غیر از تهران و سنندج در هیج جای دیگر صادر نشود.» در ماه‌های پایانی سال ۱۳۹۷ برخورد حکومت ایران با خوانندگی زنان افزایش یافت که در ادامه برخوردها علی قمصری و حمید عسکری به دلیل تک‌خوانی خوانندگان زن دچار ممنوعیت از کار شدند و سهیلا گلستانی به دلیل انشار صدایی از او در اینترنت به دادگاه احضار شد.

#### سایر ممنوعیت‌ها برای زنان در ایران
| عنوان                                                 | توضیحات                                         |
| ----------------------------------------------------- | ----------------------------------------------- |
| سلفی زنان با فوتبالیست‌ها                              |                                                 |
| اشتغال زنان در کافی شاپ                               |                                                 |
| ازدواج زنان ایرانی با غیر مسلمانان                    |                                                 |
| پوشیدن چکمه روی شلوار                                 |                                                 |
| استفاده از کلاه به جای روسری                          |                                                 |
| شنا با مایو                                           |                                                 |
| رفتن به روی سن                                        | در ۱۳ استان ایران زنان اجازه روی سن رفتن ندارند |
| رفتن به قسمت مردانه اتوبوس                            |                                                 |
| پوشیدن ساپورت                                         |                                                 |
| بیرون زدن موی زنان از دو طرف شال                      |                                                 |
| اردو رفتن زنان دانشجو با مردان                        |                                                 |
| هرگونه عمل جراحی پیشگیری از بارداری                   |                                                 |
| ورود زنان به قهوه‌خانه و ارائه قلیان به زنان ممنوع است |                                                 |
| طلاق به درخواست زن                                    |                                                 |
| پوشیدن مانتوی پشت‌نویسی شده                            |                                                 |
| انجام مسابقه دو و میدانی با لباس‌های بین‌المللی         |                                                 |

### اقلیت‌های جنسی و جنسیتی
جمهوری اسلامی ایران ناقض آشکار حقوق اقلیتهای جنسیتی یا دگرباشان جنسی است. از جمله اقدامات نقض این حقوق توسط جمهوری اسلامی ایران می‌توان به بیمار روانی دانستن همجنسگرایان و اعدام کردن آنها در صورت داشتن رابطه جنسی اشاره کرد. می‌توان گفت تنها از میان گروه‌های اقلیتهای جنسی، ترنسجندرها هستند که وضع بهتری نسبت به بقیه اقلیت‌های جنسی در ایران دارند و اجازه انجام عمل تطبیق جنسیت را دارند و این وضع بهتر به معنای خوب بودن اوضاع آنان نیست. وضعیت همه اقلیتهای جنسیتی در ایران بسیار وخیم است و به دلیل خودداری حکومت از آگاهی رسانی دربارهٔ اقلیتهای جنسیتی از طریق رسانه‌ها، آموزش و پرورش و… این افراد نه تنها از حکومت آسیب می‌بینند بلکه توسط خانواده‌های خود نیز آسیب می‌بنند و دیوانه، بیمار روانی، گناهکار و… خوانده می‌شوند و با آنها رفتارهای بسیار خشنی مانند ترد شدن، کشته شدن، به زور ازدواج دادن آنها و… می‌شود نمونه ای ازین رفتارهای خشونت‌آمیز بریده شدن سر علیرضا فاضلی منفرد، جوان همجنسگرای اهوازی توسط چند تن از اعضای خانواده اش به دلیل همجنسگرا بودن در اردیبهشت ماه سال ۱۴۰۰ است.

## ممنوعیت ادیان

### ممنوعیت‌های بهائیان در ایران
جمهوری اسلامی به صورت نظامند اموال و دارایی‌های بهائیان را مصادره کرده و کارمندان، دانشجویان و استادان بهایی اخراج و کارمندان بازنشسته از دریافت حقوق بازنشستگی محروم شده‌اند. همچنین برای محافل محلی و ملی بهائیان ممنوعیت ایجاد شده‌است. مجلس شورای اسلامی پدران و مادران بهائی را از آموزش بهائیت به فرزندانشان منع کرده‌است و مدارس از ثبت نام کودکان بهائی امتناع کرده‌اند و تا به حال جلوی تحصیل دانشگاهی جوانان بهائی گرفته شده‌است. به خاطر ممنوعیت تحصیلی برای بهائیان در ایران بهائیان مجبور به تحصیل در مدارس و دانشگاه‌های غیرقانونی و مخفی در ایران هستند. براساس دستورالعمل محرمانه شورای عالی انقلاب فرهنگی به تاریخ ۶ اسفند ۱۳۶۹ که امضای علی خامنه‌ای، رهبر وقت ایران رسیده‌است بیان شده‌است که «در مدارس چنانچه اظهار نکردند بهائی‌اند ثبت‌نام شوند… در دانشگاه‌ها چه در ورود و چه در حین تحصیل چنانچه احراز شد بهائی‌اند از دانشگاه محروم شوند.»

### صوفیان
استفاده از نام صوفی یا درویش در مراسم ترحیم ممنوع است، در ابلاغیه‌ای که دستوری سراسری را از مشهد اعلام کرده‌است بیان شده‌است که استفاده از نام «مزار متبرک سلطانی»، «اسامی بزرگان عرفان و تصوف» از سوی خطیب مراسم ممنوع است.

### اعمال فشار بر سایر ادیان
براساس اصل ۱۳ قانون اساسی ایران ایرانیان زرتشتی، مسیحی و کلیمی تنها اقلیت‌های دینی شناخته می‌شوند و جمعیت اقلیت‌های دینی در ایران رو به کاهش است که در نتیجه چهل سال پس از روی کار آمدن جمهوری اسلامی جمعیت شهروندان زرتشتی، یهودی و مسیحی به یک سوم کاهش یافته‌است.

### اعمال فشار بر دگراندیشان دینی
در سال‌های اخیر تعدادی از روحانیون سنتی شیعه از گرایش روزافزون جوانان به برخی اعتقادات «عرفانی و صوفی‌گرایانه» ابراز نگرانی کرده‌اند و خواستار اعمال محدودیت و فشار بر دگراندیشان دینی شده‌اند. در پی ناآرامی‌های بهمن ماه ۱۳۸۴ که در اعتراض به بستن دو حسینیه و منزل مسکونی متعلق به درویشان که در مجاورت حسینیه قرار داشتند ساختمان‌ها به صورت شبانه به آتش کشیده شده و تخریب شدند به طوری که شاهدان عینی در روز بعد هیچ اثری از این سه ساختمان در روز بعد نیافتند. استاندار قم حمله نیروی انتظامی را به دلیل ساخت غیرقانونی آن‌ها اعلام کرده بود.

## ممنوعیت‌های فرهنگی
مقاله مرتبط سانسور در ایران

### سینما

#### ممنوعیت کارگردان‌ها
محمد رسوال اف به همراه جعفر پناهی دو کارگردان ایرانی در دهم اسفند ۱۳۸۸ توسط نیروهای امنیتی دستگیر و به اتهام «اجتماع و تبانی علیه نظام» به شش سال حبس تعزیری محکوم و از سفر به خارج منع شدند.

#### ممنوعیت فعالیت هنرمندان
پس از انقلاب ۱۳۵۷ ایران بسیاری از هنرمندانی که در سینمای پیش از انقلاب فعالیت داشتند و شناخته شده بودند اجازه فعالیت نیافتند یا با اعمال محدودیت‌ها تصمیم به ترک ایران گرفتند از جمله بهروز وثوقی، ناصر ملک مطیعی که ممنوع‌الفعالیت شدند و سوسن تسلیمی و گلشیفته فراهانی که بعد از اعمال محدودیت‌ها تصمیم به خروج از ایران گرفتند. همچنین در مواردی همانند شبنم طلوعی ممنوعیت‌ها به دلیل بهایی بودن این بازیگر اعمال شده و با فشار دستگاه‌های امنیتی از حضور، فعالیت و همکاری او با دیگران ممنوعیت ایجاد شده‌است، این در حالی است که پس از جلسه تشویش عقاید این بازیگر، وزارت ارشاد از بیان دلیل ممنوع‌الفعالیتی وی خودداری می‌کند.

کتاب سنگ صبور از صادق چوبک در سال‌های اخیر اجازه چاپ نیافته‌است.

### کتاب
مقاله اصلی فهرست کتاب‌ها و مطبوعات ممنوع در ایران
پس از انقلاب اسلامی ۱۳۵۷ سانسور و ممیزی کتاب همیشه وجود داشته‌است و در زمان محمود احمدی‌نژاد نظارت بر کتاب‌ها شدت گرفت و در ایران هیچ کتابی بدون اجازه وزارت ارشاد اجازه چاپ پیدا نکرده‌است. این کتاب‌ها از سوی جمهوری اسلامی با نام «کتب ضاله» شناخته می‌شوند که نویسندگانی مانند اکبر کنجی، عبدالکریم سروش و پائولو کوئیلو را هم در بر می‌گیرد.

### موسیقی
علی خامنه‌ای رهبر ایران ترویج موسیقی را «خلاف مذاق» اسلام می‌داند.

#### رقص
مسئولان جمهوری اسلامی با تبلیغات آموزش پنهانی رقص در قالب کلاس‌های ورزشی و نیز با آموزش رقص در مهدکودک‌ها همواره برخورد کرده‌اند.

### ممنوعیت نمادهای شاهنشاهی
روح‌الله خمینی در ۱۰ اسفند ۱۳۵۷ در حالی که کمتر از یک ماه از حضورش در ایران می‌گذشت عنوان کرد که نمادهای شاهنشاهی که آن‌ها را «آثار طاغوت» معرفی می‌کرد باید ممنوع شوند و به جای آن‌ها از «آثار اسلام» استفاده شود.

#### نشان شیر و خورشید
در پی ممنوعیت نمادهای شاهنشاهی در ایران توسط روح‌الله خمینی، نشان شیر و خورشید به عنوان یک نشان «منحوس» از سوی او معرفی شد که باید از همه وزارتخانه‌ها و ادارات پاک‌سازی می‌شد.

## ممنوعیت‌ها در صدا و سیما

### ممنوع‌التصویری
صدا و سیما همواره هرگونه ممنوع‌التصویری را رد کرده، اما به گزارش تابناک در صدا و سیما یک فایل اکسل برای این منظور وجود دارد که در آن چهره‌های ممنوع‌التصویر افزوده و کاسته می‌شوند. حواشی فردی که علنی شدن آن‌ها صدا و سیما را بابت انتخاب مجری یا مهمان برنامه زیر سؤال می‌برد، می‌تواند دلیل ممنوع‌التصویری باشد. رفتارهای خارج از استاندارد صداوسیما به خصوص بیان مطالبی یا انجام رفتاری خارج از عرف مرسوم در تلویزیون نیز می‌تواند منتهی به ممنوع‌التصویری شود.

### نمایش ساز در تلویزیون
در طی چهل سال حکومت جمهوری اسلامی عملاً سازی از تلویزیون نشان داده نشده‌است یا اگر نشان داده شده در پشت بوته‌ها و گل‌ها پنهان شده‌است. با این حال نمایش ساز در تلویزیون‌های فرامرزی جمهوری اسلامی بدون مانع تلقی شده‌است.

### ممنوعیت پخش ربنای محمدرضا شجریان
در سال ۱۳۹۶ مرتضی میرباقری معاون وقت رادیو و تلویزیون ایران دلیل پخش نشدن دعای ربنای محمدرضا شجریان را مواضع شجریان دانست و عنوان کرد که او در جریان اعتراض‌ها به انتخابات سال ۱۳۸۸ «اشتباه فاحشی» کرده‌است.

### ممنوعیت‌های جنسیتی
امیر مهدی ژوله در سال ۱۳۹۷ در پست اینستاگرام‌اش به افشاگری سانسورهای عجیب و غریب در قبال زنان زد که واکنش‌های زیادی را برانگیخت که شامل موارد زیر بودند:
- ممنوعیت مشخص بودن بخشی از اندام زنان از زیر لباس که باعث شده که بازیگران زیر لباس‌هایشان در سرما و گرما لباس‌های ضخیم بپوشند و پوشیدن لباس گشاد به عنوان یه روال در نظر گرفته شده‌است.
- گاهی آرایش بازیگران با تغییر رنگ تصویر هنگام نمایش اصلاح می‌شود.
- حجم گوش بازیگران از زیر روسری به عنوان یک عامل تحریک کننده جنسی معرفی می‌شده‌است.
- ممنوعیت نشان دادن غبغب زنان بازیگر و تحریک کننده بودن آن
- ممنوعیت جیغ زدن، سوت کشیدن و بلند خندیدن زنان
- ممنوعیت خوردن خیار برای زنان

#### ممنوعیت آرایش
عزت‌الله ضرغانی رئیس سازمان صدا و سیما در سال ۲۰۰۹ از ممنوعیت آرایش کردن زنان در صدا و سیما خبر داد.

## ممنوعیت‌های سیاسی

### ممنوعیت تأسیس احزاب

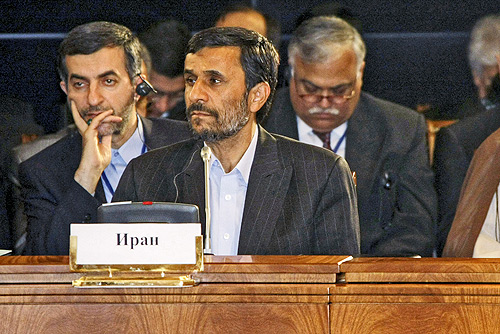
گستره ممنوعیت‌ها دامن‌گیر محمود احمدی‌نژاد رئیس‌جمهور سابق ایران در انتخابات ریاست‌جمهوری ایران (۱۳۹۶) شد و او در شرکت در این انتخابات بازماند.

با تصویب طرح احزاب و گروه‌های سیاسی در ایران علاوه بر مخالفان و منتقدان حکومت حتی احزاب و گروه‌های منحل شده اصلاح‌طلب هم اجازه فعالیت ندارند. احزاب تنها در صورتی امکان تأسیس دارند که «اعتقاد و التزام عملی به قانون اساسی و ولایت مطلقه فقیه» داشته باشند و اعضای «گروهک‌های محارب و ضدانقلاب به تشخیص مراجع ذی‌صلاح» امکان تشکیل حزب را ندارند. همچنین بنا بر بند پنجم این طرح «محکومان به جرایم ضد امنیتی داخلی و خارجی کشور، کسانی که به موجب احکام قطعی دادگاه‌ها از حقوق اجتماعی محروم شده‌اند و اعضای مؤثر احزاب منحل شده توسط دادگاه که در زمان انحلال، عضو مؤثر باشند از تأسیس حزب یا عضویت در آن محرومند.» که این بند حتی احزابی مانند جبهه مشارکت انقلاب اسلامی که برخی از رهبران آن در زندان بوده‌اند را هم شامل می‌شود.

### ممنوعیت انتصاب مقام‌های بالای دولتی به مسلمانان اهل سنت
در ایران قانونی برای انتصاب وزیر، استاندار یا دیگر مقامات دولتی اهل سنت وجود ندارد اما با مخالفت مراجع تقلید و فشار گروه حاکم باعث شده تاکنون هیچ استاندار، وزیر، معاون رئیس‌جمهور یا مانند آن که سنی مذهب باشند بر این جایگاه‌ها ننشیند. همچنین براساس قوانین ایران به جز مسلمانان شیعه مذهب هیچ‌یک از مذاهب و ادیان دیگر حق گرفتن پست رهبری و ریاست جمهوری را ندارند.

## ممنوعیت‌ها در ورزش

### ممنوعیت حضور زنان در ورزشگاه‌ها

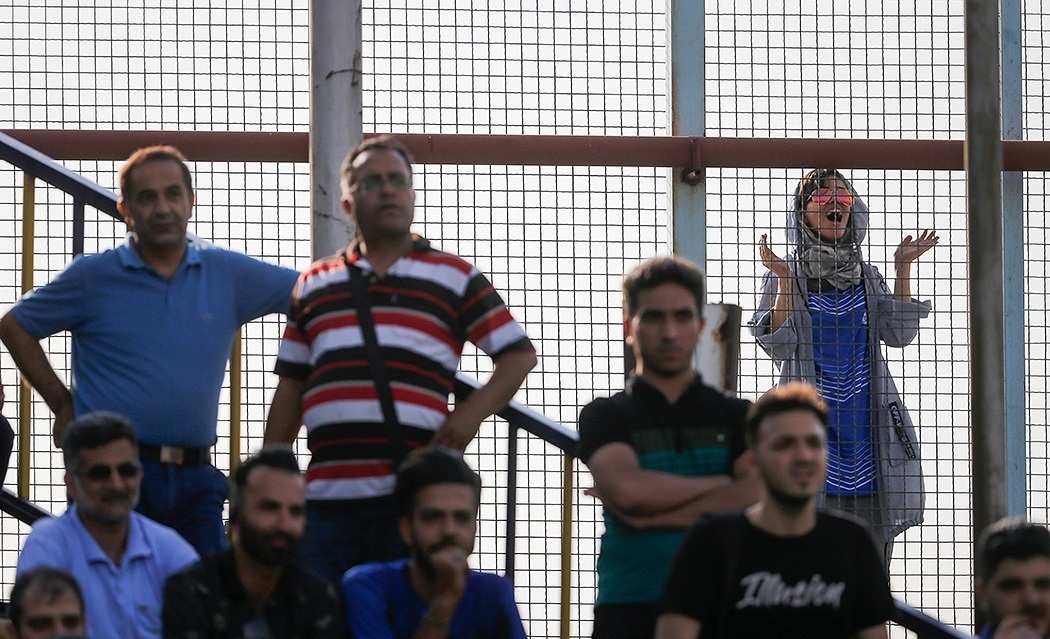
زنان برای ورود به استادیوم‌ها همواره با مشکلات زیادی روبرو بوده‌اند

مقاله اصلی حضور زنان در ورزشگاه‌های ایران
جمهوری اسلامی پس از انقلاب اسلامی ورود زنان به ورزشگاه‌ها برای تماشای فوتبال را ممنوع کرده بود که در تاریخ ۱۸ مهر ۱۳۹۸ در پی افزایش فشارهای فیفا به فدراسیون فوتبال ایران و تهدید به محرومیت، حضور زنان در ورزشگاه‌ها هنگام بازی‌های ملی مجاز اعلام شد و در این تاریخ زنان ایرانی برای اولین بار در چارچوب بازی ایران و کامبوج در مرحله مقدماتی جام جهانی ۲۰۲۲ به ورزشگاه آزادی آمدند و در کنار مردان به تماشای مسابقه پرداختند. اما حضور زنان در بازی‌های باشگاهی هنوز ممنوع است.

### اعتراضات به ممنوعیت حضور زنان در ورزشگاه‌ها
برخورد حکومت ایران با برخی از اعتراض‌ها به حضور زنان در ورزشگاه‌ها از نوع برخوردهای امنیتی بوده‌است، در اعتراض به این ممنوعیت تعدادی از تماشاگران ایرانی در جام جهانی فوتبال ۲۰۱۸ در ورزشگاه سن پترزبورگ روسیه در مسابقات فوتبال اعتراض خود را به جامعه جهانی نشان دادند. همچنین در اسفند ۱۳۹۷ یک زن که بعدها به دختر آبی معروف شد پیش از ورود به ورزشگاه آزادی بازداشت می‌شود و برای او وثیقه‌ای ۵۰ میلیون تومانی در نظر گرفته می‌شود و به دلیل فراهم نکردن مبلغ وثیقه دو روز در بازداشت می‌ماند و سپس که برای گرفتن تلفن همراه‌اش به دادگاه می‌رود، براساس شنیده‌ها متوجه می‌شود ممکن است از ۶ ماه تا ۲ سال به زندان محکوم شود که پس از آن خود را در مقابل دادسرا به آتش می‌کشد و با انتشار ای خبر موجی از اعتراض‌ها در شبکه‌های اجتماعی، ایران و جهان بازتاب پیدا می‌کند.

### ممنوعیت رشته‌های ورزشی
در سال ۲۰۱۷ فدراسیون ورزش‌های همگانی ایران با انتشار ابلاغیه‌ای انجام برخی ورزش‌ها از جمله زومبا را در باشگاه‌های ورزشی ممنوع اعلام کرد. در حال حاضر تعدادی از ورزش‌ها که در گذشته ممنوع اعلام شده بودند اجازه فعالیت دارند، مانند شطرنج که پس از انقلاب اسلامی پس از انتقادات تند علی خامنه‌ای در نماز جمعه تعطیل شد. در این میان رشته‌های تنیس، بوکس، شمشیربازی و تعطیلی تدریجی تمام مسابقات در رشته‌های ورزشی بانوان در دوره‌های دیگری نیز اتفاق افتاده‌است.

### ممنوعیت مسابقه با اسرائیل
در سال ۱۹۸۳ بیژن سیف‌خانی کشتی‌گیر فرنگی‌کار ایران در مقابل رابینسون کوناشویلی از کشور اسرائیل در مسابقات کشتی آزاد و فرنگی در کیف اوکراین حاضر شد و پس از پیروزی در این کشتی، علی‌اکبر ولایتی وزیر خارجه وقت جمهوری اسلامی دستور بازگشت کاروان ایران را صادر کرد و پس از انقلاب اسلامی بارها ورزشکاران ایرانی از رقابت با ورزشکاران اسرائیلی منع شده‌اند.

## ممنوعیت‌های نژادی

### افغانستانی‌های مقیم ایران
افغانستانی‌های مقیم ایران در ۲۰ استان ایران اجازه اقامت، اسکان یا تردد را ندارند و مقامات جمهوری اسلامی اصلی‌ترین دلایل این ممنوعیت را «ملاحظات امنیتی و اشتغال‌زایی» اعلام کرده‌اند.

## ممنوعیت‌های اجتماعی

### ممنوعیت بزرگداشت‌ها و گردهمایی‌ها

#### روز کوروش

واکنش روزنامه قانون به جلوگیری از گردهمایی مردم در روز کوروش بزرگ

در ۷ بهمن ۱۳۹۵ به دنبال شرکت هزاران نفر در گرامیداشت روز کوروش بزرگ در پاسارگارد نهادهای امنیتی جمهوری اسلامی شمار زیادی از شرکت‌کنندگان را بازداشت کردند و همچنین در سال ۱۳۹۶ با ارسال پیامک‌هایی به شهروندان هرگونه حضور در روز بزرگداشت کوروش را «غیرقانونی» و موجب پیگرد قضایی دانسته‌اند. همچنین حسین نوری همدانی از مراجع تقلید حضور در روز گرامی‌داشت کوروش را مورد انتقاد قرار داد و عنوان کرد که روح‌الله خمینی افرادی را که «به یاد کوروش» بودند «ضدانقلاب» خوانده‌است.

#### روز ولنتاین
در ایران هر گونه اشاره مستقیم به روز ولنتاین در فروشگاه‌ها ممنوع است و در برخی موارد فروش دسته‌های گل، عطر و شکلاتی که به شکلی نشانگر این روز باشد ممنوع است.

#### ممنوعیت آب‌بازی
در سال ۱۳۹۰ رئیس پلیس ایران از دستگیری عده‌ای به گفته او «هنجارشکن» در پارک آب و آتش خبرداد که مشغول آب‌بازی بوده‌اند. همچنین او عنوان کرده که «آب‌بازی و هنجارشکنی» ممنوع است و هر جا خارج از این عمل شود پلیس تحمل آن را نخواهد داشت.

### ممنوعیت‌های کاری برای غیرمسلمانان

#### ارتش
بر اساس قانون ارتش جمهوری اسلامی در سال ۱۳۶۶، اقلیت‌های دینی از استخدام در ارتش محروم هستند، هر چند که باید همچون سایر شهروندان ایرانی دوره اجباری سربازی را سپری کنند.

#### مهدکودک‌ها
براساس بخش‌نامه‌ای که در سال ۱۳۹۸ از سوی سرپرست دفتر امور کودکان و نوجوانان سازمان بهزیستی ایران ابلاغ کرده «به‌کارگیری پرسنل از اقلیت دینی تحت هر عنوان در مهدکودک، به غیر از مهدهای مخصوص اقلیت‌های دینی، ممنوع» شده‌است.

### ممنوعیت تغییر نام‌های مذهبی
با وجود امکان تغییر نام در ایران، افراد نمی‌توانند نام‌های مذهبی را به دیگر نام‌ها تغییر دهند و تنها درصورتی این امکان وجود دارد که نام دوم نیز مذهبی باشد و همچنین «غالب و فروانی» بیشتری نسبت به نام قبلی داشته باشد.

### ممنوعیت سگ
قوانینی در رابطه با حضور سگ در اماکن عمومی در ایران وجود ندارد اما مقام‌های ایران اعلام کرده‌اند حضور سگ در اماکن عمومی در ایران ممنوع است و این شامل گرداندن سگ در کوچه و خیابان، پارک، خودرو و غیره هم می‌شود که این مورد عملاً امکان گرفتن خدمات دامپزشکی برای سگ‌ها غیرممکن می‌کند. همچنین واردات غذای سگ و گربه از سال ۱۳۹۸ در ایران ممنوع شده‌است.

### ممنوعیت خوراکی‌ها

#### نوشیدنی‌های الکلی
مقاله اصلی نوشیدنی‌های الکلی در ایران
مطابق قانون ایران، تولید، نگهداری و مصرف مشروبات الکلی برای شهروندانی که جز اقلیت‌های دینی و رسمی نیستند ممنوع است.

#### غذاهای حرام از نظر شیعه
از میان غذاهای دریایی تنها ماهیان فلس‌دار و میگو اجازه فروش دارند. و سایر غذاهای حرام از نظر فقه شیعه اجازه فروش در ایران را ندارند.

### ارسال فیلم برای مسیح علی‌نژاد
رئیس دادگاه‌های انقلاب عنوان کرده‌است که ارسال هر فیلمی که «علیه نظام جمهوری اسلامی باشد» برای مسیح علی‌نژاد، مشمول ماده ۵۰۸ قانون مجازات اسلامی است که حبس تا ۱۰ سال زندان را به دنبال دارد.

## تشدید محدودیت‌ها در روزهای ماه رمضان

### خوردن، نوشیدن و سیگار کشیدن
در قوانین ایران جرمی به عنوان روزه‌خواری تعریف نشده‌است، اما مجازات روزه‌خواری با استناد بر ماده ۶۳۸ قانون مجازات اسلامی برای تظاهر به عمل حرام در نظار، اماکن و معابر عمومی مجازاتی تا ۷۴ ضربه شلاق در نظر گرفته شده‌است.

## ممنوعیت‌های تجاری

### ممنوعیت بر واردات برخی از کالاها
وزارت صنعت، معدن و تجارت ایران، ثبت سفارش و واردات بیش از ۱۴۰۰ قلم کالا، از جمله انواع خودرو را با تصویب ستاد فرماندهی اقتصاد مقاومتی به این کشور ممنوع کرده‌است.

### ممنوعیت تجارت با اسرائیل
در ایران هر گونه رابطه تجاری چه واردات و چه صادرات با اسرائیل و شرکت‌های اسرائیلی ممنوع است.

## ممنوعیت‌های لغو شده

### ممنوعیت سیستم ویدئوی خانگی
در دهه ۶۰ خورشیدی سیستم ویدئوی خانگی ممنوع بود و متخلفان مورد پیگیری قانونی قرار می‌گرفتند که این ممنوعیت در سال ۱۳۷۲ لغو شد.